# Dichochrysa sensitiva
Dichochrysa sensitiva is een insect uit de familie van de gaasvliegen (Chrysopidae), die tot de orde netvleugeligen (Neuroptera) behoort. 
Dichochrysa sensitiva is voor het eerst wetenschappelijk beschreven door Tjeder in 1940.